# Slaygon
Slaygon est un jeu vidéo de type dungeon crawler développé et édité par Microdeal, sorti en 1988 sur Amiga et Atari ST.

## Accueil
Le jeu a reçu la note de 7,25/12 dans Aktueller Software Markt à sa sortie.
Il est cité en 2018 dans le dossier de Canard PC « Les Nanars du jeu de rôle : Une contre-histoire du RPG » qui décrit l'interface du jeu comme « réalisée par un graphiste sous acide » et l'ensemble comme « mortellement ennuyeux ».